# Голоцван Леонід Іванович
Леоні́д Іва́нович Голоцван (нар. 20 квітня 1934, Харків — 24 квітня 2019, Апостолес) — український поет, перекладач, активний популяризатор української культури в Аргентині. Член Національної спілки письменників України (з 1992), Асоціації письменників Аргентини (1991), член «Просвіти» та Фундації імені Тараса Шевченка в Аргентині, голова Товариства високошкільників Аргентини, діяч української діаспори Аргентини.
У літературі з 1950-х років. Живе і працює в Аргентині. Друкувався в журналі «Пороги» (Буенос-Айрес), альманасі «Поезія-89» (Київ), в аргентинській пресі.
Уперше в Україні видав іспанською мовою збірку поезій Т. Шевченка «Кобзар» («Всесвіт», 2003), автор «Антології української поезії», підручника з граматики української мови, збірки «Україна — пам'ять тисячолітнього народу», перекладів вибраних творів І. Франка, П. Тичини, В. Стуса та інших.

## Родина
Походить з Харкова. До Аргентини потрапив підлітком після Другої світової війни.
Родина Голоцванів тоді складалася з батька, матері, малого та бабусі, яка мала прізвище Рябокоровко.

## Життєпис

### Ранні роки
Народився 20 квітня 1934 р. у Харкові в родині фізика. У роки Другої світової війни потрапив із родиною спочатку до Генуї, пізніше до Аргентини. Закінчив Кордовський національний університет, де одержав фах інженера цивільного будівництва. Будував мости. Почав друкуватися з 20-х років у емігрантських виданнях, з 1989 р. — в Україні. Перекладає твори Тараса Шевченка, часто виступає з лекціями про Великого Кобзаря в університетах Аргентини. З 1965 р. бере активну участь в українському товаристві «Сокіл».

### Кар'єра інженера
Все своє життя Леонід Голоцван будував мости. Чотири з них у Патагонії на Ріо-Колорадо — одній з найбільших рік Аргентини. Працював викладачем Національного університету Комауе. Член Спілки українських інженерів в Аргентині.

### Літературна творчість
Перекладає твори Тараса Шевченка іспанською мовою, зокрема переклав тридцять поем, серед яких «Кавказ», «І мертвим, і живим», «Причинна», «Чигирин», «Перебендя», «До Основ'яненка» й інші.
Творить українською з п'ятнадцяти років. Друкувався в різних емігрантських виданнях, у тому числі в журналі «Пороги», будучи двадцятилітнім. Згодом додав до свого активу іспанську.
В Україні його вірші вперше з'явилися в альманасі «Поезія» 1989 року.
Переклав 54 українських авторів. До антології «Україна в поезії» ввійшли твори поетів ХІ-ХІІ століть, як-то «Хвалебна пісня Борису та Глібу» невідомого автора та «Хвалебна пісня князеві Володимиру Великому» Іларіона (1054 рік), «Плач Ярославни» зі «Слова о полку Ігоревім», фрагменти з козацької думи «Сокіл та соколятко» й «Роксоланії» Себастьяна Кленовича, а також «Де лібертате» Григорія Сковороди.
Виступає з лекціями про Шевченка в місцевих університетах, зокрема у Буенос-Айреському університеті.

## Подальша література
- Українська діаспора: літературні постаті, твори, біобібліографічні відомості / Упорядк. В. А. Просалової. — Донецьк: Східний видавничий дім, 2012. — 516 с.